# Frandsbjerg Group
Frandsbjerg Group ApS er et dansk holdingselskab og investeringsselskab for Søren Rasmussens landbrugsvirksomheder. Virksomheden har hovedkvarter på Søren Rasmussens landbrugsejendom Frandsbjerg ved Hobro. Søren Rasmussen har igennem flere år drevet landbrug og investeret i landbrug, og Frandsbjerg Group ApS blev etableret i 2020 for at samle flere af disse virksomheder i et selskab, som han ejer sammen med sin familie. Søren Rasmussen kendes som grundlægger og medejer af Eurowind Energy. Desuden er han ejer af virksomhederne Karsko Group A/S og Dansk Dyrestimuli A/S.
Frandsbjerg Group drives efter et koncept, hvor Søren Rasmussen bliver delejer (50 %) af landbrugsvirksomheder, hvor den anden delejer typisk er en yngre landmand. Det betyder at Frandsbjerg Group samlet har delejerskab af 330.000 slagtegrise, 1.750 malkekøer og 1.950 hektar landbrugsjord.